# Urs Fehlmann
Urs Fehlmann (25 de agosto de 1961) es un deportista suizo que compitió en bobsleigh. Ganó una medalla de oro en el Campeonato Mundial de Bobsleigh de 1987, en la prueba cuádruple.

## Palmarés internacional
| Campeonato Mundial | Campeonato Mundial   | Campeonato Mundial | Campeonato Mundial |
| Año                | Lugar                | Medalla            | Prueba             |
| ------------------ | -------------------- | ------------------ | ------------------ |
| 1987               | Sankt Moritz (Suiza) | Medalla de oro     | Cuádruple          |